# Damara (żywica)
Damara – miękka żywica naturalna, wyciekająca z drzew rodziny dwuskrzydlcowatych (Dipterocarpaceae) w postaci balsamu. Stosowana do sporządzania werniksu i fiksatyw do utrwalania rysunków i malowideł akwarelowych i pastelowych oraz impregnowania podobrazi drewnianych.
Damara występuje w kilku rodzajach:
- wschodnioindyjska,
- batawska,
- sumatrzańska,

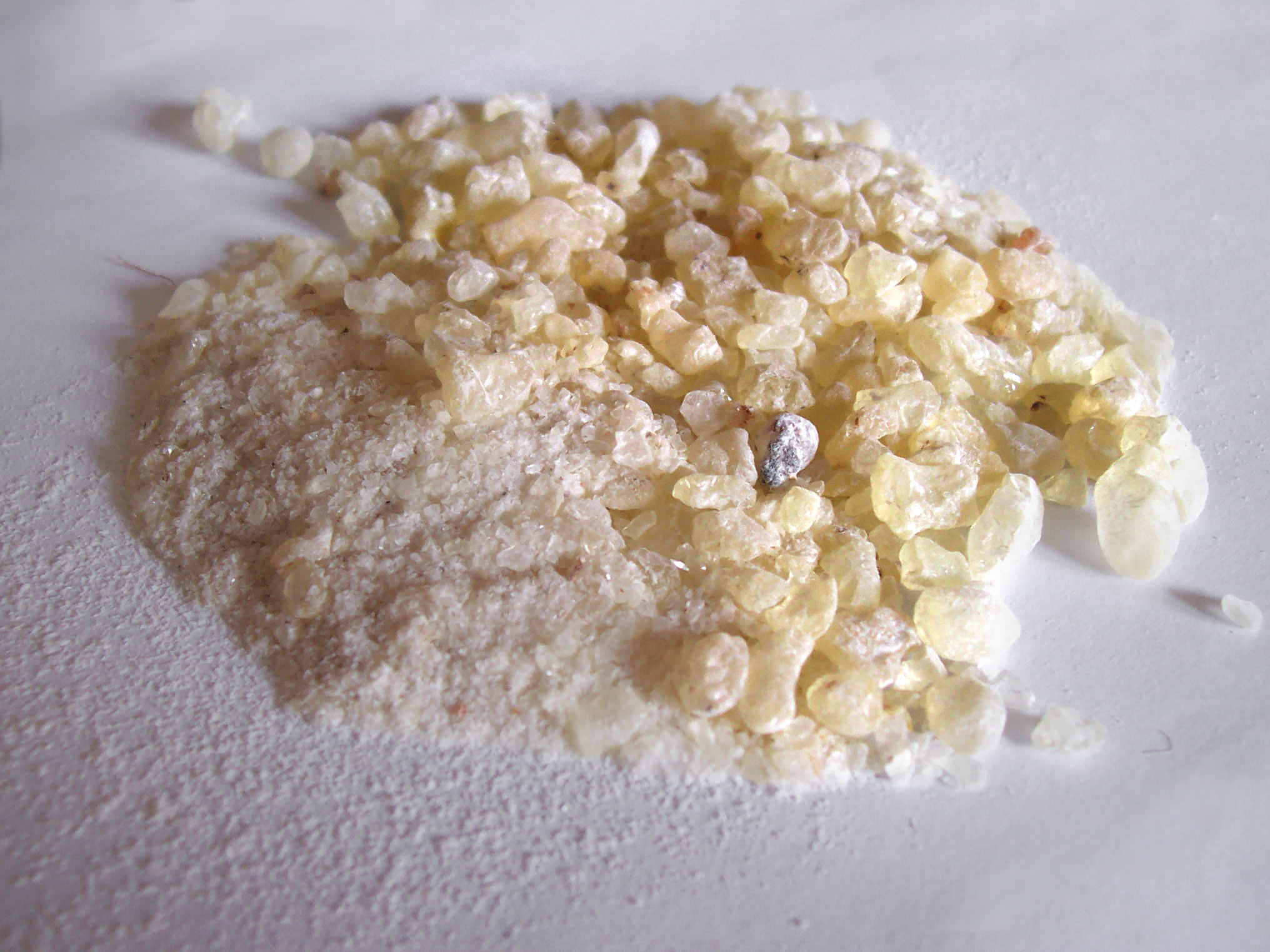
Bryłki damary

- electa – damara przebrana, borneoska,
- sztuczna – damara holenderska, prasowana z pyłu lub odpadów.

Damara sprzedawana jest w postaci bryłek różnej wielkości i koloru, pokroju gruszkowatego lub kulistego. Bezbarwne bryłki wielkości ziarna grochu uważa się za najlepszej jakości. Obok nich występują także bryłki koloru żółtawego, czerwonego, brunatnego i szaroczarnego. Jest żywicą o złomie szklistym. Łatwo się ściera, tarta, świeża, wydziela silną, swoistą woń. Niektóre jej rodzaje, wzięte w palce wykazują niewielką lepkość.
Zawiera 23% daminarolu (kwasu damarowego), 40% rezenu (α-damary), 22% β-damary i 15% olejków eterycznych. Topi się w temperaturze, zależnie od rodzaju, od około 100° do 190° C. Odmiana batawska rozpuszcza się zupełnie w benzenie, chloroformie, czterochlorku węgla, dwusiarczku węgla, kwasie octowym bezwodnym i olejku terpentynowym, a częściowo rozpuszcza się w acetonie, alkoholu metylowym, etylowym i amylowym oraz w octanie amylowym. W gorącym alkoholu rozpuszcza się zupełnie. Werniks damarowy sporządza się poprzez bezpośrednie rozpuszczenie żywicy w olejku terpentynowym lub toluenie, benzenie lub ksylenie. Roztwór 2% w toluenie lub benzenie stosuje się do sporządzania fiksatyw do utrwalania rysunków i malowideł. Werniks damarowy obok mastyksowego uważany jest za najcenniejszy i jest używany jako werniks międzywarstwowy jak również końcowy. W konserwacji używa się go jako werniksu lub do impregnowania podobrazi drewnianych.
Dzięki wysokiej przejrzystości i niskiej kwasowości zapewniającej trwałość koloru znajduje zastosowanie w lakierach lutniczych.